# ルンバ

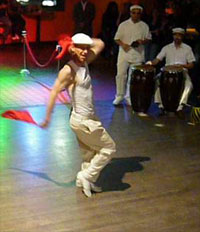
コルンビア（ルンバ・コロンビア）

ルンバ（Rumba）とはキューバのアフリカ系住民の間から生まれたラテン音楽であり、リズム名でもあり、ダンス名でもある。
また、1930年代にアメリカ経由でキューバのソンが、ルンバ（Rhumba）として紹介され広まった。これはキューバでのルンバとは別物であるが、世界的なルンバ・ブームを経て、社交ダンスやムード音楽など独自の発展を遂げた。

## ルーツ・ミュージックとしてのルンバ (Rumba)
キューバのルーツ・ミュージックとしてのルンバ(Rumba)は、キューバに奴隷として連れられてきたアフリカ系民によって成立した音楽及び踊り。主にハバナとマタンサスで盛んに演奏されており、休日、誕生日、結婚式など様々なパーティで踊る時に使われている。ボーカルとコーラスのコール・アンド・レスポンスとパーカッションを主体として、スペインの伝統的な十行詩のスタイルと黒人音楽のリズムを持った混血の音楽である。
ルンバにはテンポが早い順にコルンビア、ワワンコ、ヤンブーの3種類がある。
コルンビア（Columbia）
ルンバ・コロンビアとも呼ばれ、3つの中で一番速く、男性主体のダンス音楽である。ジョラオと呼ばれる「泣き節」が入ることがある。
グァグァンコー（Guaguancó）
ワワンコとも発音される、もっとも一般的なルンバ。ミディアムテンポ。恋の駆け引きをテーマにした曲が多く、男女でペアになって踊られ、バクナオと呼ばれる扇動的な振りが入ることがある。20世紀の初め頃に成立した。
ヤンブー（Yambú）
3つの中で一番遅いリズム。前の2つは求愛をモチーフにしているのに対し、ヤンブーは祭りの前に歌われる18世紀中期に成立。
クラベス、パリートス、コンガ等によるパーカッションのリズムに、ヴォーカルが掛け合う構成を取る。
クラーベ（Clave）というラテン音楽の基盤となるリズムの構成を取っており、2-3または3-2のビートからなる。
キューバのルンバは、近年「アフロ・キューバンダンス」として諸外国に理解されつつある。キューバ政府は国営のダンス学校や舞踊団を運営し、ダンスを学ぶための外国人留学生や観光客を受け入れるなど、ダンスと音楽を観光・文化資源として奨励している。しかし、ルンバの舞台が街頭から劇場やスタジオに移るとともに、即興を排してよりコンパクトに洗練された形に定型化していった。ルンバの持つエネルギーは維持しつつも、個人的な愛や社会批判など、下層階級のダンスとしてのアイデンティティは失われつつある。
2016年、キューバのルンバがユネスコの無形文化遺産に登録された。

## 欧米でのルンバ (Rhumba)

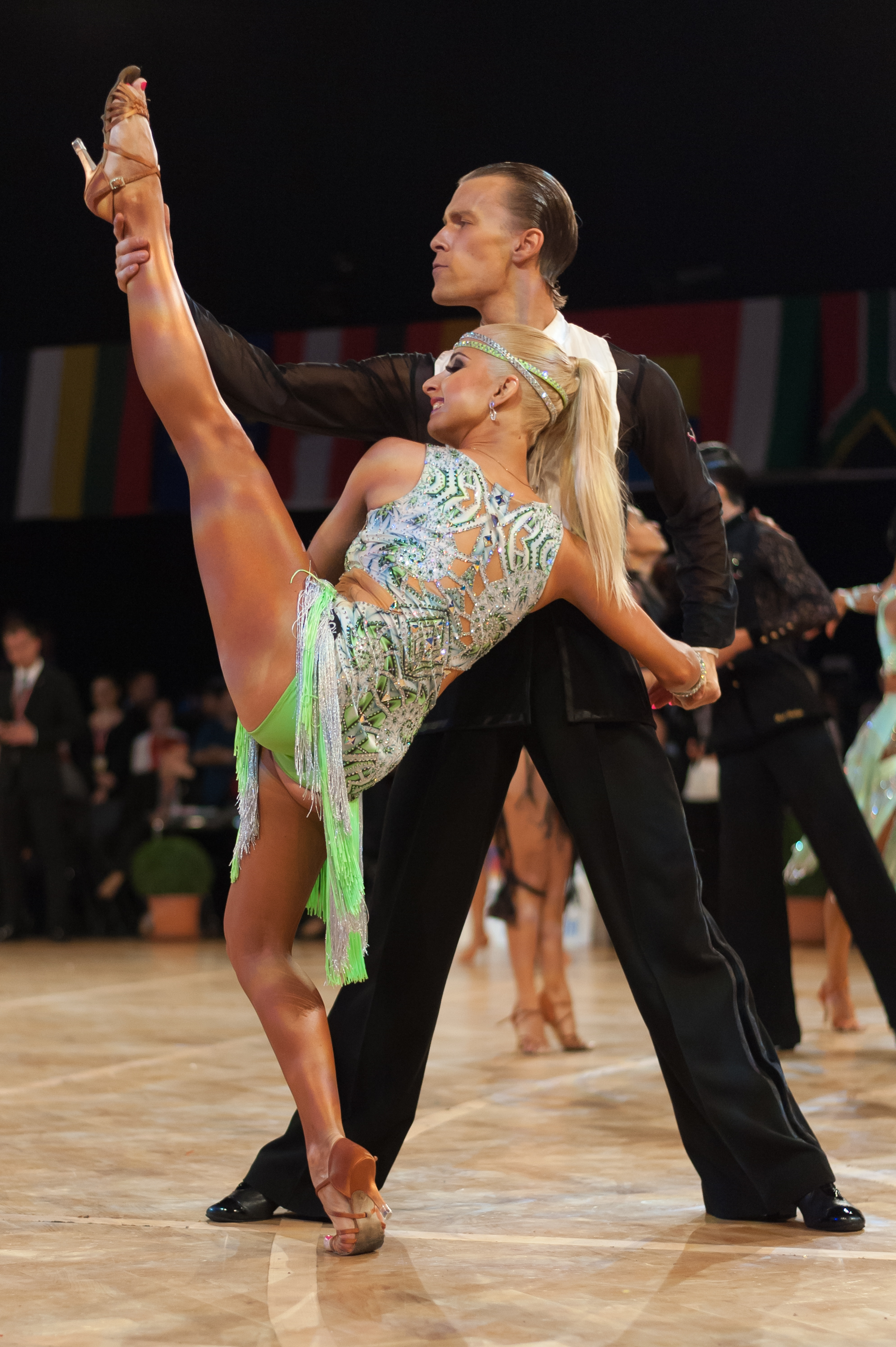
ルンバ

キューバのソンの一つ、ドン・アスピアス楽団の「エル・マニセーロ（南京豆売り）」やザビア・クガート楽団の「シボネイ」、｢マイアミ・ビーチ・ルムバ｣がアメリカでヒットした時、レコードのレーベルにジャンルの説明として、「ソング（Song）」と混同されないためとエキゾチックな語感を狙い「ルンバ（Rhumba）」と記された事から、欧米では「キューバ音楽＝ルンバ」として定着してしまっている。
このため今日に至るまで用語の混乱を招いている。今日ではどの場合でも「Rumba」と表記されることが多いため、表記のみで意味を確定することはできない。

### 社交ダンスのルンバ
1940年代後半以降、キューバ発祥のダンスを西洋のダンス界が取り入れ独自の解釈がされ生まれたダンス。1955年、競技ダンスの正式種目になる。ラテンダンスの中では滑らかでゆったりした動きが特徴。当時はリズムの取り方が、1拍目から踊り始めるスクエア・ルンバ（ボックス・ルンバ）派と1拍目を待って2拍目から踊るキューバン・ルンバ派に別れ大論争が起きた。1962年に英国教師協会が正式にキューバン・ルンバをルンバの基礎とすることを発表し、これ以降社交ダンスでルンバといえばキューバン・ルンバを指すようになる。